# 溧阳溧城直升机场
溧阳溧城直升机场是一座位于中国江苏省常州市溧阳市的通用航空直升机场，原名江苏溧阳金恒直升机场，2018年取得B类通用机场使用许可证，2020年更为现名。
溧阳溧城直升机场由江苏金恒通用航空技术有限公司建设运营，属於B类通用机场，即不对公众开放的通用机场，不向通用航空载客、空中游览等业务活动提供服务。机场位於古县街道上阁楼村境内，金桥商贸流通中心的西入口处，由一个停机位和一座机库组成。